# Convento della Concezione
L'ex-convento della Concezione si trova a Firenze, in via dei Massoni 10.

## Storia e descrizione
Questo convento fu la prima fondazione fiorentina dei Frati minori Cappuccini, la neonata riforma dell'ordine francescano (1527), che aveva già messo piede in Toscana pochi anni prima a Montepulciano (1532) e nel 1535 iniziava la sua espansione nella regione a partire dal capoluogo. In quell'anno sembra iniziassero i lavori per la piccola chiesa sul luogo ove sorgeva un tabernacolo raffigurante una Vergine Immacolata, che fu inglobata nella nuova costruzione. Già nel 1538, secondo il Boverio, vi si poté celebrare il terzo capitolo generale del giovane Ordine cappuccino, in una struttura che presentava ancora il carattere genuino dell'austerità cappuccina: un fabbricato fatto con poco più che terra, legno e vimini, come era in uso alla prima generazione di frati. Dal questo capitolo uscì vicario generale dell'ordine fra Bernardino Ochino da Siena.
Nel 1633 fu deciso l'ampliamento del convento, che divenne anche casa di noviziato e nel 1635, l'11 settembre, fu consacrata la chiesa da mons. Lorenzo della Robbia, vescovo di Fiesole. Ancora nel 1771 la chiesa fu ingrandita e restaurata.
Nel 1783 la politica di Pietro Leopoldo impose ai cappuccini di avere un solo convento in città: a quello della Concezione fu preferito l'altro, più vicino alla città e più recente, di Montughi, che ancora oggi è sede della Curia Provinciale dei Cappuccini toscani.
Il convento soppresso venne divenne una proprietà privata.
La struttura, acquistata il 19 giugno 1855 da Giovan Battista Rosselli Del Turco, fu concessa prima in uso gratuito e poi, in tempi recenti, donato alle suore Stimmatine, una congregazione francescana fondata proprio a Firenze nel 1855. È stata poi ospedalino per bambini e centro geriatrico INRCA; oggi (2021) è un centro d'accoglienza per immigrati. 
L'edificio dove ha sede il convento si trova sul crinale di un colle con vista panoramica e circondato da un piccolo podere di oltre due ettari tutto recintato da un muro. Tra le strutture della vita monastica spicca la cappella posta lungo la strada, con facciata a capanna, portale e finestrone, ancora di proprietà della famiglia Rosselli Del Turco, che ha ivi le proprie sepolture gentilizie.